# IC 4666
IC 4666 ist ein Stern im Sternbild Draco. Das Objekt wurde am 13. Oktober 1890 von Guillaume Bigourdan entdeckt.